# Samurai Shodown (videogioco 2019)
Samurai Shodown (noto come Samurai Spirits in Giappone) è un picchiaduro della SNK. Considerato il dodicesimo titolo del franchise Samurai Shodown (e il primo ad essere sviluppato sotto l'Unreal Engine 4), è stato presentato per la prima volta alla conferenza SNK Investor Relations 2018 IPO.
Il gioco inizialmente è stato distribuito per arcade coin-op e le console PlayStation 4, Xbox One, successivamente il 25 febbraio su Nintendo Switch. Le versioni per PC, in data 19 novembre 2019 con il lancio del servizio Google Stadia, e su Epic Games Store in data 11 giugno 2020, dal 14 giugno 2021 il gioco è disponibile anche su Steam.
Lo Smart Delivery di Microsoft rende gratuita una versione del gioco con frame rate a 120 fps o risoluzione 4K sulle consolle Xbox Series per chi ha già acquistato il gioco per Xbox One.

## Trama e modalità di gioco
Il gioco ha luogo dopo gli eventi di Samurai Spirits Zero (noto in occidente con il nome Samurai Shodown V) e prima del gioco originale, e, come è stato citato, e anche un reboot della serie.
La serie è sempre stata caratterizzata dal descrivere oltre l'anno anche le stagioni, e segue la linea temporale:
- 1786 (da gennaio a estate inoltrata) – Samurai Shodown V
- 1787 (...) – Samurai Shodown (2019)
- 1788 (da inizio primavera a inizio estate) – Samurai Shodown

Il gioco preserva il classico stile grafico e gameplay in 2D, con i colori e i disegni che ricordano come nei giochi precedenti lo stile di vari pittori giapponesi, come Katsushika Hokusai. 
Le modalità di gioco presenti sono le classiche storia, sfide, allenamento, versus online e locale. I combattimenti si svolgono tra due personaggi a colpi di armi bianche o calci con attacchi secchi senza lunghe combo. Il sistema di parry dona più profondità strategica ai combattimenti. Alcune mosse speciali tirano in ballo magia o animali.
In alcuni stage ritorna Kuroko, il giudice con il volto coperto e le bandiere bianco e rosso per indicare chi mette il colpo a segno o la vittoria, la voce è di Hiroshi Naka.

## Personaggi
| Classici | Nuovi                                   | DLC                                                                     | DLC                                                           | DLC                                                   |
| Classici | Nuovi                                   | Stagione 1                                                              | Stagione 2                                                    | Stagione 3                                            |
| --- | --------------------------------------- | ----------------------------------------------------------------------- | ------------------------------------------------------------- | ----------------------------------------------------- |
| Charlotte Eartquake Galford Genjuro Kibagami Hanzo Hattori Haohmaru Jubei Yagyu Kyoshiro Senryo Nakururu Shiki Tam Tam Ukyo Tachibana Yoshitora Tokugawa | Darli Dagger Wu-Ruxiang Yashmaru Kurama | Rimururu Kubikiri Basara Kazuki Kazama Wan-Fu Gratuito Shizumaru Hisame | Mina Majikina Sogetsu Kazama Iroha Warden Gratuito Gongsun Li | Cham Cham Hibiki Takane Shiro Tokisada Amakusa Baiken |

### La prima stagione
I personaggi DLC compresi sono cinque, di cui uno gratuito:
1. Rimururu, sorella minore di Nakururu. Appare per la prima volta in Samurai Shodown III, ed entra in gioco il mese di agosto 2019.[15]
2. Shizumaru Hisame, il vagabondo. Appare per la prima volta in Samurai Shodown III, ed entra in gioco il mese di settembre come dlc gratuito.
3. Basara, l'esecutore. Appare per la prima volta in Samurai Shodown III, ed entra in gioco il mese di ottobre.
4. Kazuki Kazama, l'incendiario. Appare per la prima volta in Samurai Shodown IV, ed entra in gioco il mese di novembre.
5. Wan-Fu, il Generale della dinastia Qing. Appare per la prima volta nel primo Samurai Shodown, ed entra in gioco il mese di dicembre.

### La seconda stagione
I personaggi DLC compresi sono cinque, di cui uno gratuito:
1. Mina Majikina, una ragazza esorcista abile nell'uso dell'arco e che viaggia in compagnia di una creatura chiamata Chample. Appare per la prima volta in Samurai Shodown V ed è entrata a far parte del gioco a marzo 2020.
2. Sogetsu Kazama, il fratello di Kazuki, appare per la prima volta in Samurai Shodown IV, ed entra nel gioco nel mese di aprile.
3. Iroha, un airone che si trasforma in una ragazza per aiutare un uomo che lo definisce "padrone", è apparsa per la prima volta in Samurai Shodown VI ed entra nel gioco a maggio 2020.
4. Warden, ospite speciale di For Honor, titolo della Ubisoft, entrato a far parte del gioco a giugno 2020.
5. Gongsun Li, personaggio gratuito della seconda stagione, ospite speciale da Arena of Valour della Tencent, entrata nel gioco ad agosto 2020.

### La terza stagione
È stata annunciata in data 1 agosto 2020 nel Japan Fighting Game Publishers Roundtable.
1. Cham Cham, sorella minore di Tam Tam. Appare per la prima volta in Samurai Shodown II, è stato annunciato il suo arrivo per il 16 marzo 2021.
2. Hibiki Takane, figlia del fabbro Genzō Takane, conosciuta per i suoi attacchi fulminei con la spada, proveniente del gioco Last Blade 2. Disponibile dal 28 aprile 2021.[17]
3. Shiro Tokisada Amakusa, un samurai riportato in vita dal demone Ambrosia, la sua arma è la gemma Palenke. Disponibile dal 14 giugno 2021.[18]
4. Baiken, una samurai errante, la sua casa fu razziata dai Gears durante le Crociate. Proveniente della serie Guity Gear, disponibile dal 19 agosto 2021.[19]

Contenuti crossover: durante la seconda stagione di DLC, SNK Corporation e Ubisoft Entertainment annunciano una collaborazione dal titolo Bushido X Chivalry, che porta a ospitare il cavaliere Warden, personaggio della serie For Honor, come lottatore giocabile dal 24 giugno 2020. Una nuova collaborazione con Tencent e il loro gioco per dispositivi mobili Honor of Kings pubblicato in Europa con il nome Arena of Valor, porta la ragazza con wagasa e orecchie da coniglio Gongsun Li come personaggio giocabile gratuitamente dal 5 agosto 2020. Il 7 gennaio è stata annunciata Hibiki Takane come personaggio della terza stagione, frutto di una nuova collaborazione dal titolo Samurai Shodown X The Last Blade. Durante il Japan Fighting Game Publishers Roundtable 2021 è stato annunciato che il quarto personaggio della stagione 3 sarà un personaggio dalla serie Guilty Gear. l'annuncio in data 16 agosto 2021 SAMURAI SHODOWN X GUILTY GEAR Xrd Rev² conferma che il personaggio ospite è la samurai Baiken.
Entrambi i contenuti sono esclusi dall'edizione arcade pubblicata sulla piattaforma NesicaXLive 2.

## Accoglienza
| Testata                        | Versione      | Giudizio |
| ------------------------------ | ------------- | -------- |
| Metacritic (media al 6/8/2025) | Xbox One      | 78/100   |
| Metacritic (media al 6/8/2025) | Xbox Serie X  | 78/100   |
| Metacritic (media al 6/8/2025) | PlayStation 4 | 81/100   |
| Metacritic (media al 6/8/2025) | N. Switch     | 75/100   |
| Metacritic (media al 6/8/2025) | PC            | 76/100   |
| OpenCritic (media al 6/8/2025) | collettivo    | 78/100   |

Candidato al premio di miglior picchiaduro del 2020 ai DICE Awards 2020 di Las Vegas
Premiato miglior videogioco nella categoria franchise giochi da lotta ai NAVGTR 2019.

## Edizioni speciali
Il preordine del gioco su Nintendo Switch include il DLC di Samurai Shodown! 2, uscito in passato per il portatile Neo Geo Poket Color.
SAMURAI SHODOWN Special Edition è la versione su disco per le console Xbox Series, include le proprietà video della versione Smart Delivery e i dlc della prima stagione più il personaggio Cham Cham.
In Giappone il gioco è venduto anche in edizioni limitate speciali, elencate in modo seguente:
- Samurai Spirits + Neo Geo Mini, una mini console con vari giochi SNK, inclusi i classici Samurai Shodown, in tre diversi colori associati a Haomaru, Nakururu e Ukyo.
- Samurai Spirits Junmai Ginjo Soul, gioco + Sake con riso koji in bottiglia da 720 ml. (NOTA: Solo ai maggiori di 20 anni)
- Samurai Spirits in una confezione a forma di custodia di cartuccia Neo Geo + un volume 27 pagine di illustrazioni + una cornice con disegno fatto da Saji Arihito.
- Samurai Spirits + CD Sound Track con 44 brani musicali.

## Titoli correlati
Samurai Shodown (serie)
The King of Fighters XV – DLC: Team Samurai